# Kushujum
Kushujum (en ucraniano: Кушугум, romanizado: Kushuhum; en ruso: Кушугум) es un asentamiento urbano ucraniano perteneciente al óblast de Zaporiyia. Situado en el sur del país, forma parte del raión de Zaporiyia y es centro del municipio (hromada) de Kushujum.

## Toponimia
El asentamiento recibe su nombre por el río Kushujum, que fluía aquí antes de la creación del embalse de Kajovka. A su vez, el nombre del río proviene del turco Kuchuk-Kum, que significa "arena fina".

## Geografía
Kushujum está ubicado en la margen izquierda del embalse de Kajovka, después de la isla de Jórtytsia, 29 km al sur de Zaporiyia.

## Historia
Durante la guerra ruso-turca de 1768-1774, se construyó la fortaleza Alexandrovskaya más al norte y después del tratado de Küçük Kaynarca de 1774, la región ingresó al Imperio ruso.
El asentamiento se fundó por primera vez en 1770 como una slobodá cosaca de nombre Kushujumovka. En 1780 se renombró el pueblo como Velika Katerinivka (en ucraniano: Велика Катеринівка) en homenaje a Catalina II de Rusia, ya principios del siglo XIX formó parte del uyezd de Alexandrovsk del gobiernación de Yekaterinoslav.
En diciembre de 1905, junto con los trabajadores de Alexandrovsk, los pobres de Velika Katerinivka protestaron contra el zar. El pueblo tomó el nombre de Kushujum en 1920 y en 1938, se le otorgó el estatus de asentamiento de tipo urbano.
Kushujum fue ocupado por el ejército alemán en la Segunda Guerra Mundial desde el otoño de 1941 hasta el 14 de octubre de 1943.
La población trabajaba en los años 70 principalmente en el sovjós de Kushugym, el koljós de pesca y varias fábricas estatales. En abril de 1995 se trasladó allí el acantonamiento militar n.º 775. La fábrica de materiales de construcción fue privatizada en mayo de 1995, luego el sovjós en julio de 1995.
En 2020, los municipios de Kushujum, Balabine y Malokaterinivka fueron fusionados e incluidos en el consejo del asentamiento de Kushujum.En 2023, Kushujum perdió el estatus de asentamiento de tipo urbano en la legislación ucraniana debido a la eliminación de este estatus administrativo.
El 10 de agosto de 2022, durante la invasión rusa de Ucrania, un bombardeo ruso mató a una persona.

## Demografía
La evolución de la población entre 1959 y 2022 fue la siguiente:
| 6045                                                          | 9158 | 8758 | 7764 | 8258 | 8181 | 8032 | 7796 |
| (Fuente: Cities & Towns of Ukraine y UKRAINE: Größere Städte) |      |      |      |      |      |      |      |

Según el censo de 2001, la lengua materna de la mayoría de los habitantes, el 84,5%, es el ucraniano; del 15,22% es el ruso.

## Infraestructura

### Transporte
El asentamiento tiene acceso a la autopista M18 que conecta Zaporiyia y Melitópol. También hay buses suburbanos hacia Zaporiyia. La estación de tren Kushujum se encuentra en el ferrocarril que conecta Zaporiyia y Melitópol. 